# 3818 Gorlitsa
3818 Gorlitsa је астероид главног астероидног појаса. Приближан пречник астероида је 10,18 ,
а средња удаљеност астероида од Сунца износи 2,368 астрономских јединица (АЈ).
Инклинација (нагиб) орбите у односу на раван еклиптике је 2,039 степени, а орбитални период износи 1331,641 дана (3,645 године). Ексцентрицитет орбите астероида износи 0,178.
Апсолутна магнитуда астероида износи 14,20 а геометријски албедо 0,035.
Астероид је откривен 20. августа 1979. године.